# José David Soto
José David Soto Perceros (Andahuaylas, Apurímac, Perú, 21 de marzo de 2002) es un futbolista peruano. Juega de lateral izquierdo y su equipo actual es FC San Marcos de la Liga 2 de Perú.

## Trayectoria

### Universitario de Deportes
Realizó las divisiones menores en Universitario de Deportes, club al que llegó en el 2017 a pasar pruebas. Luego de su participación en el Sudamericano sub-17, a mediados del 2019 fue promovido al equipo de reservas por Juan Pajuelo. En el 2021 fue promovido al plantel principal por Ángel Comizzo, haciendo su debut en la primera fecha frente a FBC Melgar en el empate 1-1, por la lesión del lateral izquierdo, Ivan Santillán. Al no tener la confianza del técnico Ángel Comizzo, decide rescindir su contrato con Universitario por una supuesta indisciplina . Es presentado en Cienciano el 4 de agosto de 2021 con un contrato por 3 años, junto a su compañero Mathias Carpio.

### Cienciano
José rescindio su contrato en Universitario y el Miercolés 4 de agosto fue oficializado cómo nuevo jugador del Cienciano con su compañero Mathías Carpio.
En el 2024 ficha por FC San Marcos, sin lograr ingresar a los Play off finales por reducción de puntos. Jugó 20 partidos y anotó dos goles, siendo pieza fundamental del plantel.

## Selección nacional
Fue convocado por Carlos Silvestri para afrontar el Campeonato Sudamericano de Fútbol Sub-17 de 2019.

## Clubes
| Club                      | País | Año    |
| ------------------------- | ---- | ------ |
| Universitario de Deportes | Perú | 2021   |
| Cienciano                 | Perú | 2021   |
| UTC                       | Perú | 2022   |
| Los Chankas               | Perú | 2023   |
| San Marcos                | Perú | 2024 - |